# I Can See Your House from Here
I Can See Your House from Here is een studioalbum van Camel.
Camel ging in 1979 in een bijna geheel nieuwe samenstelling de Farmyard Studio in Little Chalfont in. Basisleden Latimer en Ward omringden zich met een nieuwe bassist, Colin Bass, een nieuwe toetsenist, Kit Watkins en een gastmusicus die is blijven hangen, Jan Schelhaas. Bass speelde eerder bij Steve Hillage; Watkins speelde bij Happy The Man een jazzrockformatie, die nooit tot volledige wasdom is gekomen. Deze samenstelling zou het niet lang volhouden. De aansluitende toer duurde voor Watkins te lang en hij vertrok. Vreemd genoeg was hij er bij het volgende album weer bij; ook bij de toer.
Als gastmusici spelen Mel en Phil Collins mee (geen familie van elkaar); Mel was ooit lid van Camel en Phil was toen erkend meesterdrummer van onder meer Genesis. De afsluiting van album werd gevormd door het a-typische Camelnummer Remote Romance en het typische Camelnummer Ice.
Werktitel van het album was Endangered Species.

## Musici
- Andrew Latimer – gitaar, zang, dwarsfluit
- Colin Bass – basgitaar
- Jan Schelhaas, Kit Watkins – toetsinstrumenten
- Andy Ward – slagwerk

met:
- Mel Collins – altsaxofoon op Your Love
- Phil Collins – percussie onbekend welke track
- Rupert Hine – achtergrondzang
- Simon Jeffes - orkestbewerkingen

## Tracklist
| Nr. | Titel                                   | Duur |
| --- | --------------------------------------- | ---- |
| 1.  | Wait (Latimer, John McBurnie)           | 5:02 |
| 2.  | Your Love Is Stranger Than Mine (Camel) | 3:25 |
| 3.  | Eye of the Storm (Watkins)              | 3:52 |
| 4.  | Who We Are (Latimer)                    | 7:51 |

| Nr. | Titel                                          | Duur  |
| --- | ---------------------------------------------- | ----- |
| 1.  | Survival (Latimer)                             | 1:12  |
| 2.  | Hymn to Her (Latimer, Schelhaas)               | 5:36  |
| 3.  | Neon Magic (Latimer, Viv McAuliffe, Schelhaas) | 4:39  |
| 4.  | Remote Romance (Latimer, Watkins)              | 4:07  |
| 5.  | Ice (Latimer)                                  | 10:17 |

| Nr. | Titel                                  | Duur |
| --- | -------------------------------------- | ---- |
| 10. | Remote Romance (singleversie)          |      |
| 11. | Ice (live-uitvoering 22 februari 1981) |      |